# Jeux de société (série télévisée)
Pour les articles homonymes, voir Jeux de société (homonymie).
Jeux de société est un téléroman québécois en 50 épisodes de 25 minutes scénarisé par Anne Boyer et Michel D'Astous, diffusé entre le 11 janvier 1989 et le 28 mars 1990 à la Télévision de Radio-Canada.

## Synopsis
La Société nationale du tourisme compte quatorze employés qui forment presque une famille. Au sein de l'entreprise se créent des amitiés, des tensions, des luttes de pouvoir et des coups de cœur. Au-delà des tâches quotidiennes, chacun nourrit ses rêves, les êtres se confrontent et évoluent, au bureau comme à l'extérieur.

## Fiche technique
- Scénarisation : Anne Boyer et Michel D'Astous
- Réalisation : Yves Mathieu et André Tousignant
- Musique : Marie Bernard
- Société de production : Société Radio-Canada

## Distribution
- Benoît Girard : Charles-Henri Simard
- Robert Toupin : Jacques Lalonde
- Angèle Coutu : Françoise Kirouac
- Élise Guilbault : Suzanne Lemaire
- Hélène Mercier : Élise Trépanier
- Louison Danis : Andrée Vézina
- Denys Picard : Renaud Desjardins
- Denis Roy : Louis Cadieux
- Isabelle Miquelon : Josée Bourassa
- Muriel Dutil : Yolande Lamy
- Julien Poulin : Yvan Major
- Dominique Leduc : Annick Morinville
- Louis-Georges Girard : Richard Collins
- Pierre Chagnon : Luc Boivin
- Anne-Marie Provencher : Lorraine
- Luc Durand : Ministre Melançon
- Marie Michaud : Linda Villeneuve
- Marie Cantin : Marie-Hélène
- Monique Chabot : Ministre
- Cédric Noël : Didier Bordes